# Internazionali d'Italia 1987
Gli Internazionali d'Italia 1987 sono stati un torneo di tennis giocato sulla terra rossa. 
È stata la 44ª edizione degli Internazionali d'Italia, che fa parte del Nabisco Grand Prix 1987 e del Virginia Slims World Championship Series 1987. 
Sia che il torneo maschile che quello femminile si sono giocati al Foro Italico di Roma in Italia.

## Campioni

### Singolare maschile
Mats Wilander ha battuto in finale  Martín Jaite con il punteggio di 6–3, 6–4, 6–4

### Singolare femminile
Steffi Graf ha battuto in finale   Gabriela Sabatini con il punteggio di 7–5, 4–6, 6–0

### Doppio maschile
Guy Forget /  Yannick Noah hanno battuto in finale  Miloslav Mečíř /  Tomáš Šmíd con il punteggio di 6–2, 6–7, 6–3

### Doppio femminile
Martina Navrátilová /  Gabriela Sabatini hanno battuto in finale  Claudia Kohde Kilsch /  Helena Suková con il punteggio di 6–4, 6–1